# Župnija Črneče
Župnija Črneče je rimskokatoliška teritorialna župnija dekanije Dravograd-Mežiška dolina koroškega naddekanata, ki je del nadškofije Maribor.

## Sakralni objekti
- Cerkev sv. Andreja in Jakoba, Črneče (župnijska cerkev)
- Cerkev sv. Križa, Dobrova pri Dravogradu